# Sân bay Dolisie
Sân bay Dolisie (IATA: DIS, ICAO: FCPD) là một sân bay ở Dolisie, tỉnh Niari, Cộng hòa Congo.

## Vị trí và cơ sở vật chất
Sân bay nằm cách thành phố khoảng 2 km về phía tây nam, trên độ cao 1070 ft (326 m) so với mực nước biển. Nó có một đường băng trải nhựa dài 2050 m.